# Pholis laeta
Pholis laeta és una espècie de peix de la família dels fòlids i de l'ordre dels perciformes.

## Descripció
- Fa 25 cm de llargària màxima (tot i que, normalment, en mesura la meitat al sud-est d'Alaska),[4] té un cos allargat i anguil·liforme i la seua coloració va del groc-verd al taronja-marró amb taques de color marró o negrós en forma de mitja lluna, les quals s'estenen al llarg de la superfície dorsal. Els mascles immadurs i les femelles presenten una coloració pàl·lida al ventre, mentre que els mascles adults són de color taronja o vermellós a les galtes, la gola, les aletes pectorals i l'abdomen.
- 74-80 espines i cap radi tou a l'aleta dorsal.
- 2 espines i 35-37 radis tous a l'aleta anal.
- Aleta caudal arrodonida i pèlviques petites.
- Les aletes dorsal i anal són llargues i conflueixen amb l'aleta caudal.
- Aletes pectorals ben desenvolupades.[5]

## Reproducció
Els adults assoleixen la maduresa sexual en arribar al voltant dels 10 cm de longitud. A l'illa de Vancouver, les femelles ponen entre 600 i 1.600 ous a mitjans del gener o del gener al febrer a prop de Victoria (la Colúmbia Britànica, el Canadà). Els ous són demersals, s'adhereixen entre si o al substrat i són custodiats per qualsevol dels pares o deixats sense vigilància. Les larves es desclouen després de dos mesos i són planctòniques.

## Alimentació
Probablement es nodreix de crustacis petits i de cucs marins.

## Depredadors
És depredat per aus marines (com ara, el bernat americà -Ardea herodias- i el somorgollaire columbí -Cepphus columba-), grans peixos submareals i mamífers (la llúdria del Canadà -Lontra canadensis- i el visó americà -Mustela vison-).

## Hàbitat i distribució geogràfica
És un peix marí, demersal (fins als 73 m de fondària) i de clima temperat, el qual viu al Pacífic oriental: les zones de marees des de les illes del Comandant i el sud-est de Kamtxatka fins a les costes del mar de Bering a Alaska, les illes Aleutianes i Crescent City (el nord de Califòrnia, els Estats Units), incloent-hi la Colúmbia Britànica (el Canadà).

## Estat de conservació
Les seues principals amenaces són la pèrdua del seu hàbitat a causa de la contaminació produïda pels vessaments de petroli, les aigües residuals i les explotacions forestals i mineres; la urbanització costanera; les pertorbacions naturals (com ara, els terratrèmols i les grans tempestes) i els possibles efectes del canvi climàtic.

## Observacions
És inofensiu per als humans, la seua longevitat és de 6 anys i pot romandre fora de l'aigua (sota les roques o algues), ja que és capaç de respirar aire.